# Iulomorpha kinbergi
Iulomorpha kinbergi är en mångfotingart som beskrevs av Carl Oscar von Porat 1872. Iulomorpha kinbergi ingår i släktet Iulomorpha och familjen Iulomorphidae. Inga underarter finns listade i Catalogue of Life.